# 어카세아

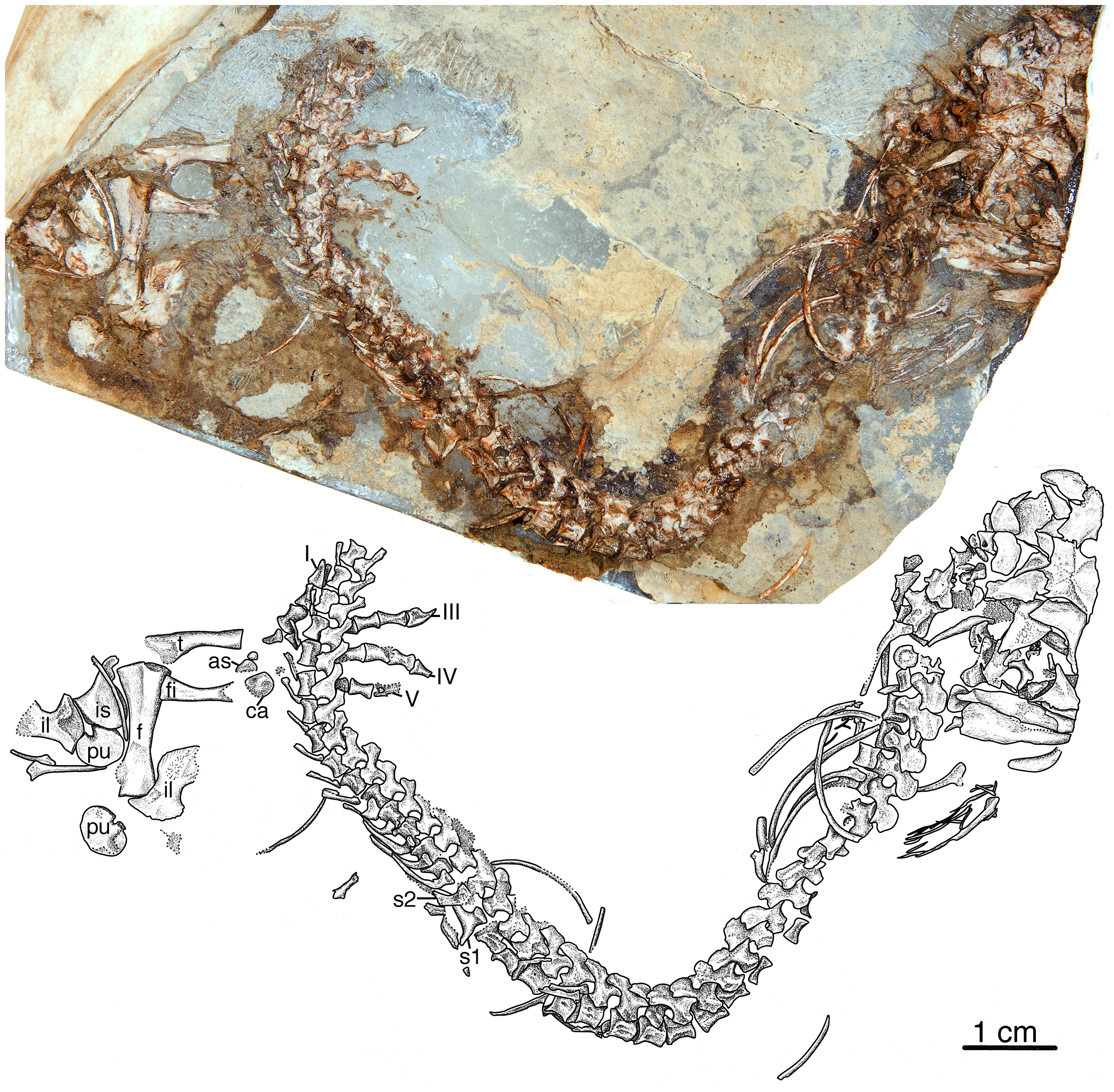

어카세아(학명:Eocasea martini)는 도마뱀목 카세아과에 속하는 도마뱀이다. 지금은 멸종된 종으로서 전체적인 몸길이가 1.5~3m인 중대형의 몸집을 가진 도마뱀에 속한다.

## 특징
어카세아는 미국의 캔자스주 후기 펜실베니아에서 온 멸종된 카제이드 시냅스속이다. 그것은 어카세아 마티니라는 단일 종으로 알려져 있다. 어카시아는 카세아과의 가장 오래되고 가장 기초적인 구성원으로서 그룹의 후기 구성원을 특징짓는 많은 특별한 해부학적 특징이 없다. 카세이드는 초본 진화를 위한 최초의 네발동물 그룹 중 하나로 유명하다. 카세아와 코티로린쿠스 같은 큰 몸의 분류군은 식물 셀룰로오스를 분해하기 위한 분명한 적응인 통 모양의 늑골 케이지와 잎 모양의 톱니를 가지고 있다. 어카세아는 좁은 늑골 케이지, 단순한 원뿔 모양의 치아, 그리고 훨씬 작은 몸집을 가지고 있다는 점에서 이들 분류군과 다르다. 이 모든 것은 시냅시드의 플라시모형 특성으로 이는 어카세아가 시냅시드의 비슷한 작은 몸집의 육식 조상들로부터 육식 생활 방식을 물려받았다는 것을 의미한다. 가장 초기의 케이스이드로 알려진 어카시아는 네발동물에서 육식동물에서 초식동물로의 첫 번째 변화 중 하나를 나타낸다. 또한 어카시아는 잘 발달된 앞다리와 뒷다리를 가지고 있으며 이는 지상에서 빠른 달리기를 가능하게 하여 먹이를 사냥하거나 천적으로부터 도망칠 때에 매우 유용하게 사용됐을 것으로 보인다. 먹이로는 당대에 서식했던 곤충, 절지동물, 무척추동물과 같은 육식성의 먹이와 식물의 잎, 열매, 씨앗과 같은 초식성의 먹이를 주로 섭취했을 잡식성의 도마뱀으로 추정되는 종이다.

## 생존시기와 서식지와 화석의 발견
어카세아가 생존했었던 시기는 고생대의 페름기로서 지금으로부터 2억 9000만년전~2억 4500만년전에 생존했었던 종이다. 생존했었던 시기에는 북아메리카를 중심으로 하여 당시에 존재했었던 초원, 산림 등에서 주로 서식했었던 도마뱀이다. 화석의 발견은 2014년에 북아메리카의 페름기에 형성된 지층에서 미국과 캐나다의 고생물학자들에 의하여 처음으로 화석이 발견되어 새롭게 명명된 종이다.

## 같이 보기
- 파충류
- 고생대
- 페름기
- 도마뱀
- 화석